# Loco TI

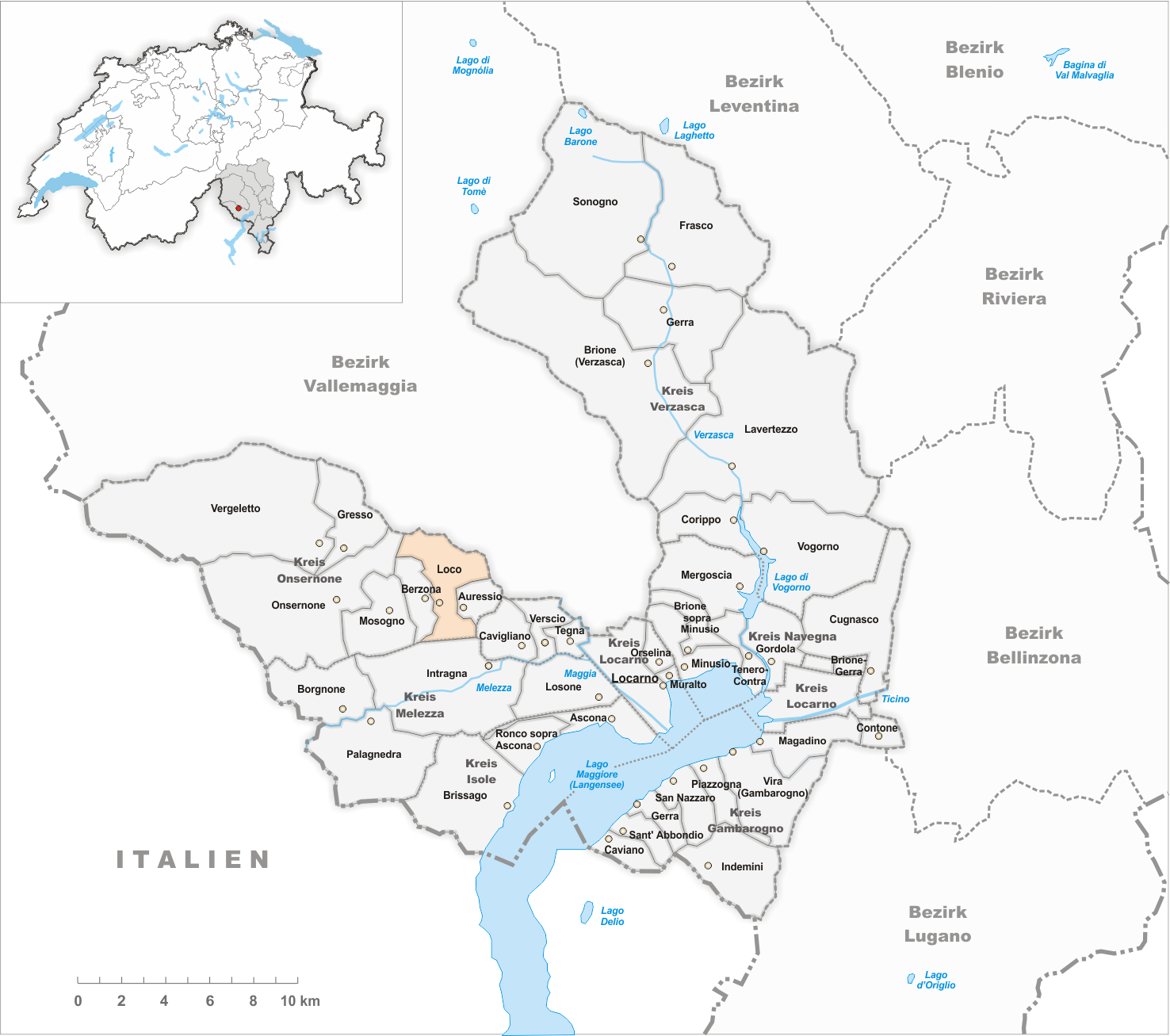
Gemeindestand vor der Fusion am 13. April 2001

Loco ist mit den Ortsteilen Niva und Rossa eine Ortschaft in der Gemeinde Onsernone im Schweizer Kanton Tessin. Bis April 2001 bildete es eine eigene politische Gemeinde.

## Geographie

Luftbild (1963)

Das Dorf liegt im Onsernonetal auf einer Terrasse an der Strasse, die einerseits nach Vergeletto, andererseits nach Spruga führt. Zugehörig sind auch die Weiler Niva und Rossa.

## Geschichte
1224 findet sich Loco oder Luogo erstmals erwähnt. Im Ancien Régime bildete es zusammen mit den anderen Dörfern des Tals mit Ausnahme von Auressio den Hauptort der Talgemeinde Onsernone. Im 19. Jahrhundert war Loco ein Zentrum der Strohflechterei, wobei die dazu verwendeten Strohzöpfe auch in den anderen Dörfern des Onsernonetals hergestellt wurden. Neben den typischen Häusern mit Loggien, deren Schmuck sich teilweise erhalten hat, prägen eine Reihe stattlicher Herrschaftshäuser das Dorf.
Von 2001 bis 2015 bildete Loco zusammen mit Berzona und Auressio die Gemeinde Isorno. Hier war Loco der Verwaltungssitz. 2016 schloss sich Isorno der Gemeinde Onsernone an.

## Bevölkerung
Einwohnerzahlen: Volkszählungsdaten

## Wirtschaft
In Loco befinden sich die Primarschule, das 1966 gegründete Museo Onsernonese und das Altersheim des Onsernonetals. In einer restaurierten Mühle ist eine Dauerausstellung über das Getreidemahlen zu sehen. Die Casa Schira aus dem 19. Jahrhundert ist im Besitz der Gemeinde, sie beherbergt eine kleine öffentliche Bibliothek und eine Herberge.
Nach dem Niedergang der Landwirtschaft pendelt heute die Mehrheit der erwerbstätigen Einwohner nach Locarno.

## Sehenswürdigkeiten
Das Dorfbild ist im Inventar der schützenswerten Ortsbilder der Schweiz (ISOS) als schützenswertes Ortsbild der Schweiz von nationaler Bedeutung eingestuft.

### Sakrale Bauten
- Pfarrkirche San Remigio mit Cappella del Crocefisso, erstmals 1228 erwähnt. Der aktuelle Bau stammt aus dem 16. Jahrhundert und ist das Ergebnis mehrerer Anbauten. Vom örtlichen Maler Giovanni Meletta wurde sie 1902 mit Fresken dekoriert und enthält Gemälde des 17. Jahrhunderts.[5][6]

### Zivile Bauten
- Brunnen mit einer Wilhelm-Tell-Statue des Bildhauers Ermenegildo Peverada, 1896 erstmals ausgestellt, seit 1965 auf dem Brunnen[5][6]
- Palazzo Broggini im Ortsteil Rossa, um 1708[5][6]
- Casa ai Mulini (alte Mühle) ist die ehemalige Zollstation (Brückenzoll); auf der Westseite des Hauses findet sich ein restauriertes Fresko von Giovanni Samuele Meletta von 1900; der heutige Bau stammt aus dem Jahre 1626 und wurde 2002 renoviert.[5][6]
- Mühle aus dem 18. Jahrhundert. Sie wurde sorgfältig restauriert und wieder in Betrieb genommen.[7][5][6]
- Brücke bei Niva, entworfen von Christian Menn, wurde 2016 fertig gestellt, um die alte Brücke aus dem 16. Jahrhundert zu ersetzen, die 1978 zerstört wurde.

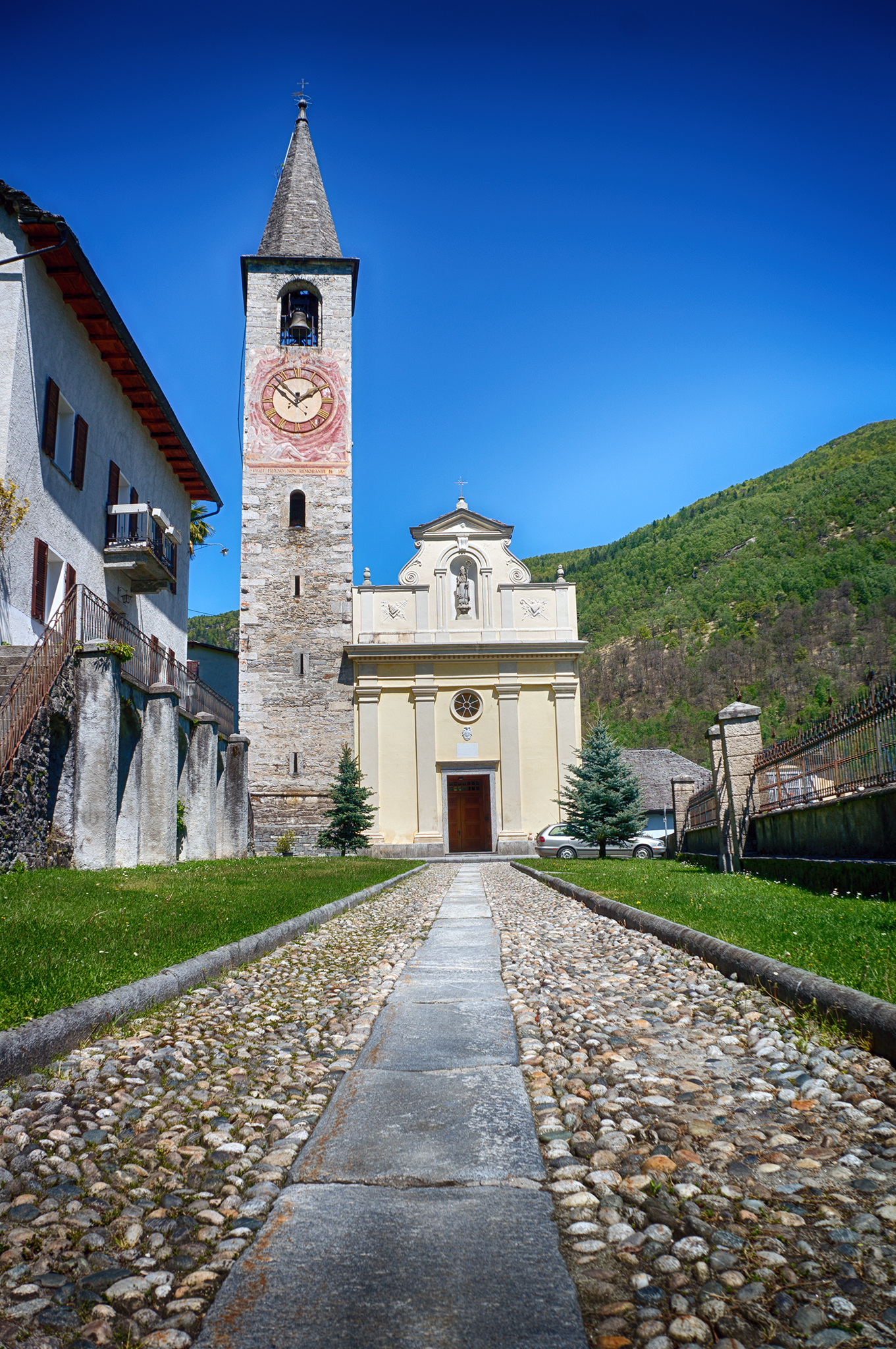
Loco, San Remigio
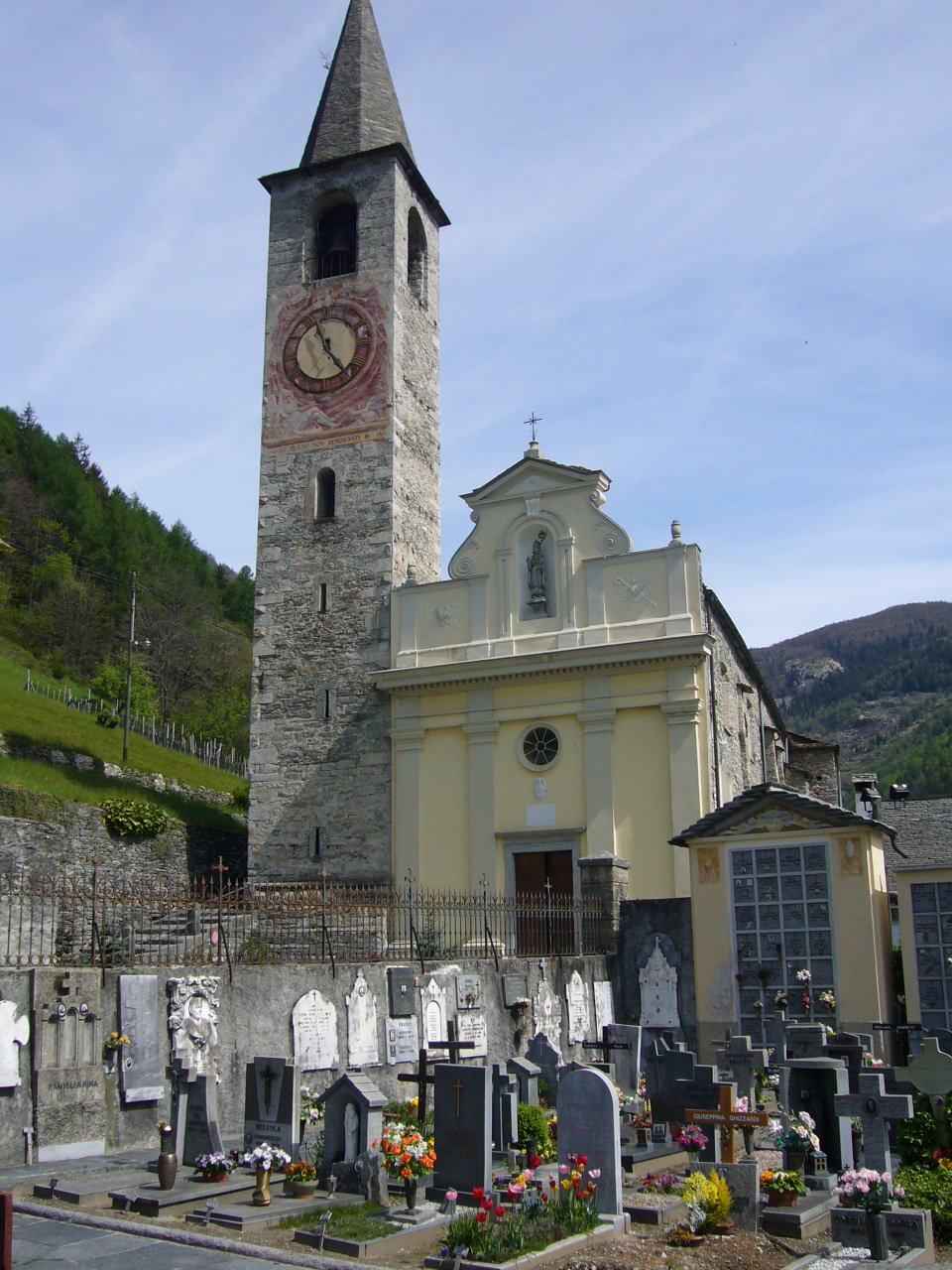
Kirche San Remigio
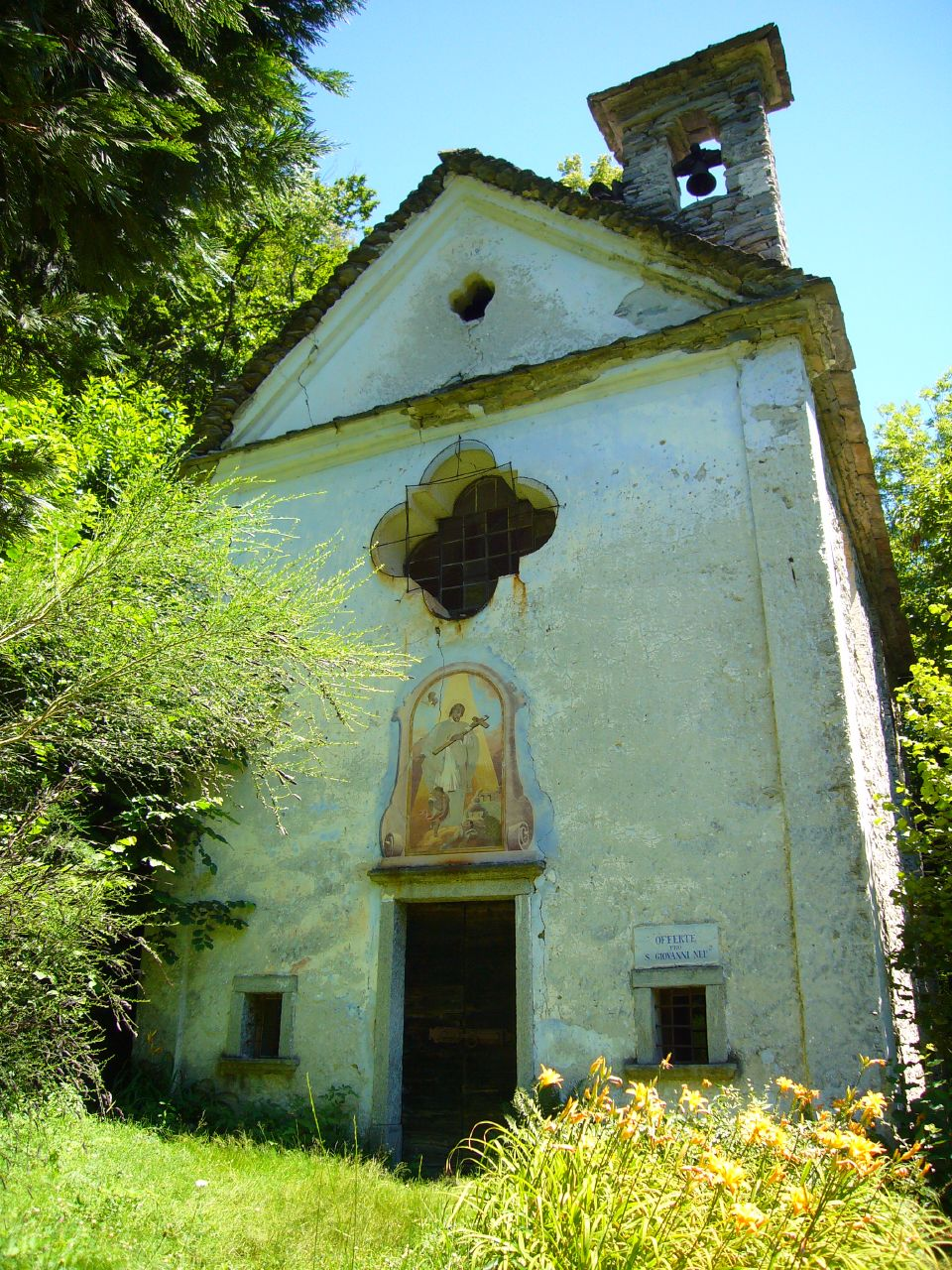
Oratorium San Giovanni Nepomuceno
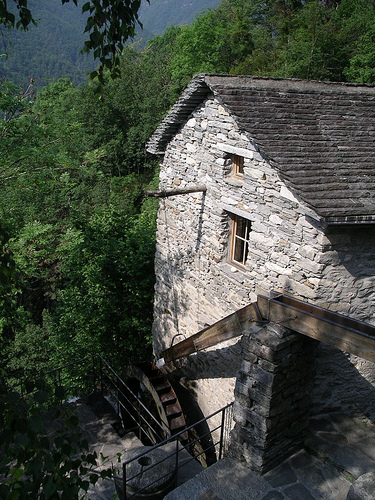
Alte Mühle
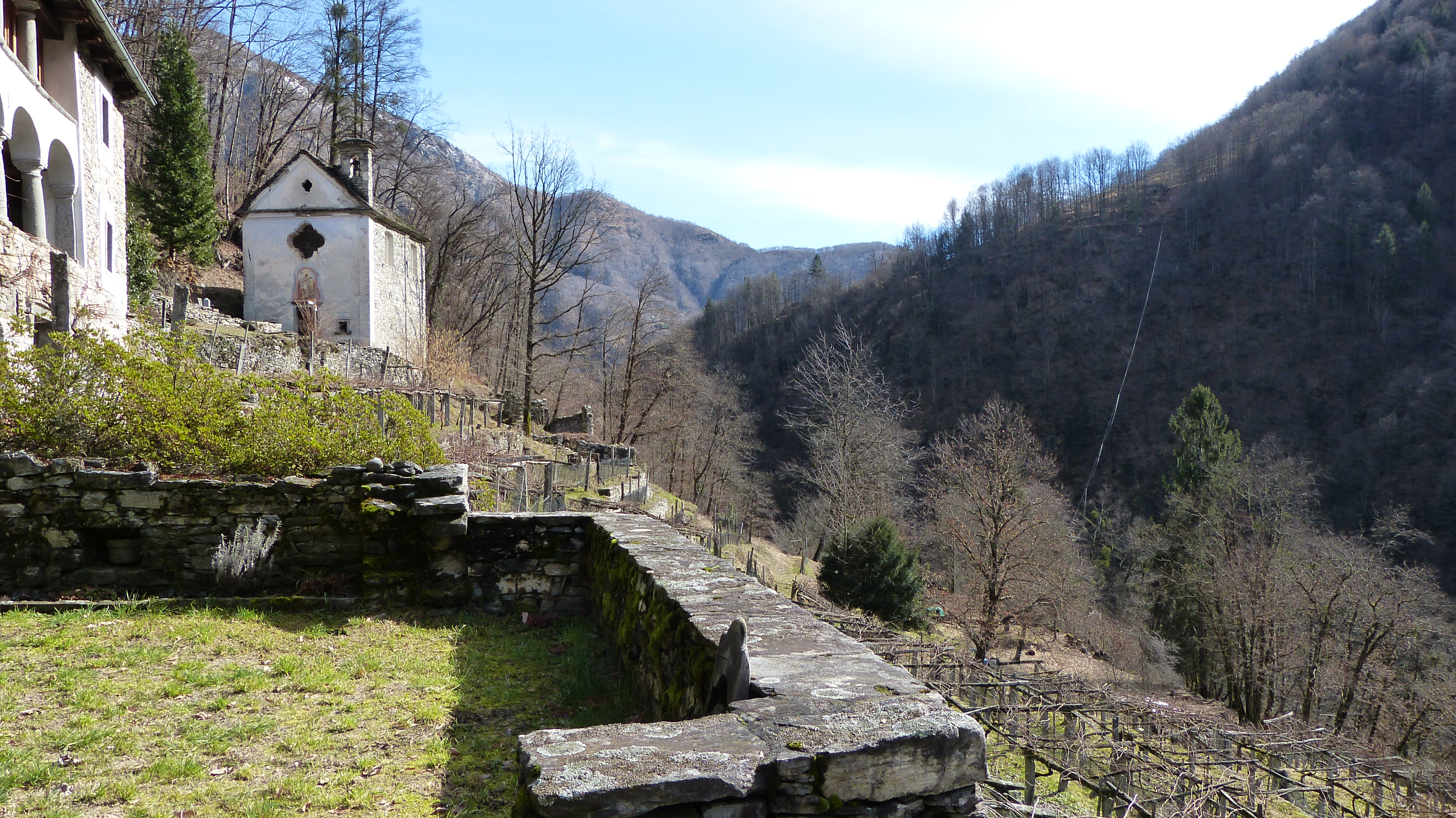
Niva
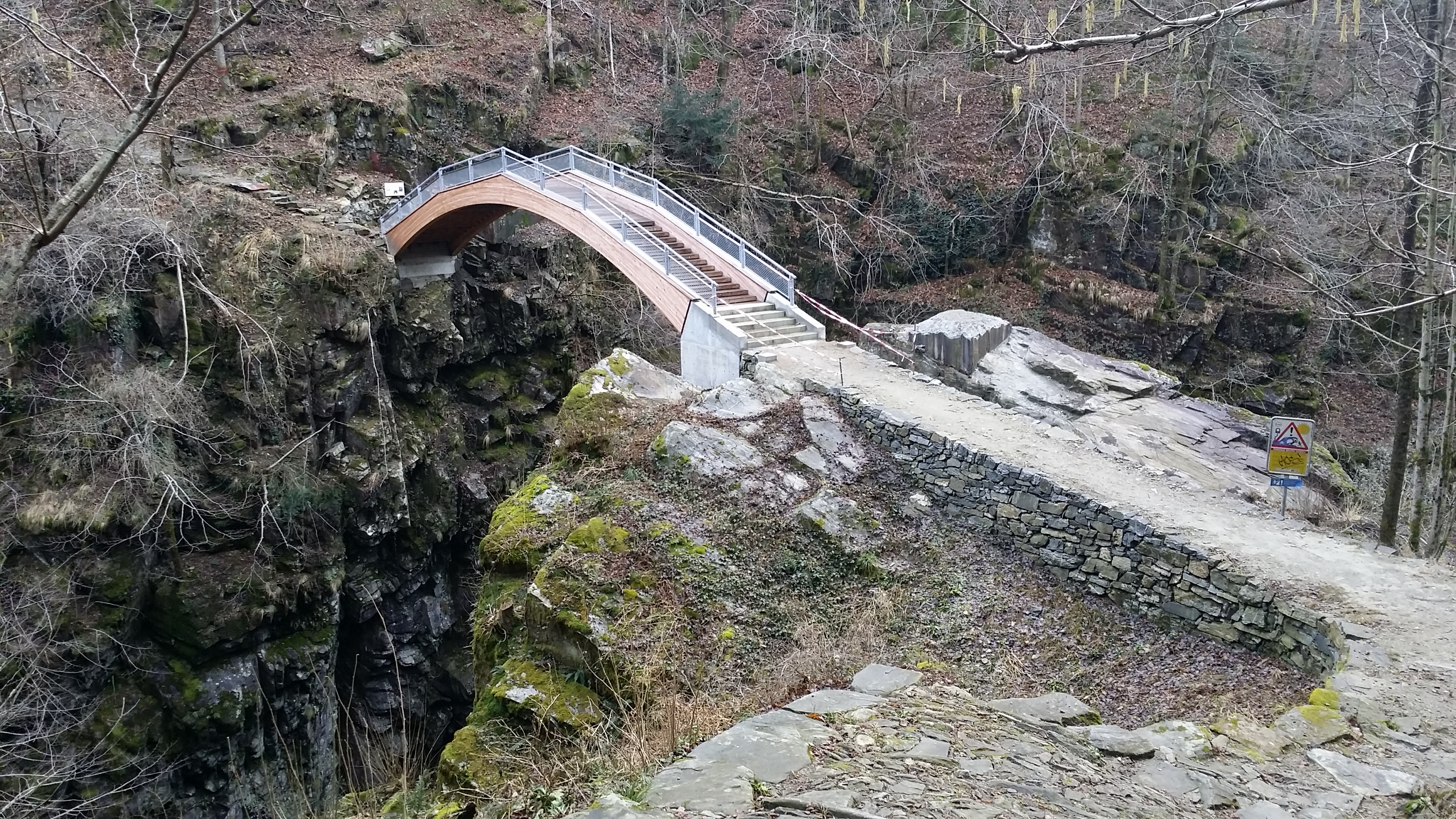
Nivabrücke
Pöstler und zwei Strohflechter vor der Post (1933)

## Kultur
- Museo Onsernonese[8][9]